# Stenobothrus festivus
Stenobothrus festivus är en insektsart som beskrevs av Bolívar, I. 1887. Stenobothrus festivus ingår i släktet Stenobothrus och familjen gräshoppor. Inga underarter finns listade i Catalogue of Life.